# Miljana
Miljana est un village de la municipalité de Zagorska Sela (comitat de Krapina-Zagorje) en Croatie. Au recensement de 2011, le village comptait 88 habitants.

## Histoire
- Château plusieurs fois remanié, mêlant baroque et rococo